# 假幣
假幣是指意圖冒充由國家或他人發行且具有法償地位的貨幣，而在未經法律允許而仿冒製作的鈔券或硬幣，此行為稱為偽造，偽造的硬幣通常稱為假幣或偽幣，偽造的紙幣稱為假鈔或偽鈔，粵語通稱假銀紙。生產假幣是一種詐欺行為，也會造成貨幣信用受損、金融及經濟混亂的後果。
如果欠缺冒充真正貨幣的意圖，並在設計上有適當區隔者，不屬於假幣，如玩具鈔、冥鈔等，如果是個人或組織自行發行，則稱為私营货币。

## 製作
制造假幣最原始的方法是用高解像度掃描器掃描，再用工業打印機印出來，或用彩色影印機影印。有些偽鈔会配上假金屬線和假水印以增加拟真度。但大多數的影像處理軟體、掃描設備等會偵測鈔票上的圓圈星座防偽技術等防偽記號以阻止偽鈔製造。
現今的偽鈔製作技術，有些已達國家級的水準，甚至有政府開印鈔廠影印敵對國家假鈔，例如朝鮮的超級美鈔事件，使用了高水平的照像與蝕刻製版與分色印刷，也使每一張偽鈔都有不同的編號。印刷偽鈔用的油墨亦自真鈔上取樣，用高效液相層析儀找出相近的化學成份。

## 分辨
真鈔通常有以下特點，而偽鈔卻通常沒有：
- 用凹版印刷，故有凹凸感
- 有防偽線（舊式的是一條，新式鈔票用開窗式防偽線）
- 在紫外光下顯示出螢光圖案
- 有層次感的水印
- 每張鈔票上的編號是獨一無二（通常很多偽鈔是用同一張真鈔印出來的）
- 紙質不反光
- 用光學油墨印刷，所以在不同角度會顯示不同顏色的圖案（舊的沒有）

然而，隨著印刷技術提升，偽鈔亦可出現上述防偽特徵。2007年3月，香港發現大量面值1000港元的超高質偽鈔，不但能通過一般紫外光檢查，其金屬線和水印亦極像真鈔，部分銀行亦誤將偽鈔當成真。消息公布後，香港多間食肆拒收偽鈔所冒充的發行年份的1000元鈔票，銀行亦要回收該批紙幣。

## 問題和影響
- 大量偽鈔流通可能導致經濟問題與貨幣信用受損，以及如過量發行貨幣般，造成惡性通貨膨脹。
- 在交易中收到偽鈔者會損失偽鈔所標面值的金錢。[4][5]

## 法例
世界各地的法律均禁止任何人製造和使用偽鈔，但生产制造假面值伪钞（如“200美元纸币”）而不将其作为货币使用则因各地法律而异。

### 中國大陸
宋朝開始發行正式紙幣，偽鈔也開始湧現，宋高宗紹興三十二年（1162年）制定《偽造會子法》，涉案犯人處斬，舉報者有賞。
《中华人民共和国刑法》第170条规定，伪造货币的可判处3年以上10年以下有期徒刑，并处罚金；对情节特别严重的或伪造货币犯罪集团的首要分子，可判处10年以上有期徒刑或无期徒刑，并处罚金。

### 台灣
根據《妨害國幣懲治條例》，意圖供行使之用，而偽造、變造幣券者，處5年以上有期徒刑，得併科新臺幣500萬元以下罰金。若干犯前述罪行而擾亂金融，情節重大者，處無期徒刑或10年以上有期徒刑，得併科新臺幣1,000萬元以下罰金。

### 香港
根據香港法例第200章《刑事罪行條例》，任何人士明知而持有或行使偽鈔，一經定罪，最高可判處監禁14年。

### 澳門
根據《澳門刑法典》第252條，意圖充當正當貨幣流通，而假造貨幣者，處2年以上12年以下有期徒刑。另外意圖供流通之用，而將正當貨幣之票面價值偽造或更改至較高價值者，處1年以上5年以下有期徒刑。

### 南韓
根據大韓民國刑法，意圖供行使之用，而偽造、變造大韓民國鈔票者，處2年以上有期徒刑(刑期沒有上限，即理論上最高可判終身監禁)。另外，明知是偽鈔而行使之者，處2年以下有期徒刑，或科500萬韓圜以下罰金。

### 法國
根據法國刑法第442條第1款，偽造、變造幣券作行使用途者，處30年以下有期徒刑，併科45萬歐元以下罰金。

### 馬來西亞
刑事法典489C条文，意图将假钞当真钞使用罪控。在该条文下，抵触者可被判处最高可达10年监禁。

## 參閱
- 浮水印
- 盜版
- 驗鈔機
- 洗錢
- 超級美鈔
- 2018年香港電影《無雙》

## 外部連結
1. ↑  . 香港經濟日報. 2016-10-27  [2023-09-17] （中文）.
2. ↑   (PDF). 香港立法會. 2007-03-26  [2023-09-17]. （原始内容存档 (PDF)于2023-02-20）.
3. ↑  . 2007-03-21  [2023-09-17].
4. ↑  .   [2016-03-08]. （原始内容存档于2016-03-08）.
5. ↑  .   [2016-03-08]. （原始内容存档于2020-12-06）.

- 警方呼籲市民提防偽鈔_香港警察公共關係科 1999-2-5 （页面存档备份，存于）
- 分辨真偽人民幣_香港TVB.COM （页面存档备份，存于）